# PPG Wave
El PPG Wave es una serie de sintetizadores construidos por la compañía alemana Palm Products GmbH entre los años 1981 y 1987.

## Antecedentes
Hasta principios de la década de 1980, la paleta tonal de los sintetizadores comerciales se limitaba a la que se podía obtener combinando unas pocas formas de onda simples como sinusoidal, diente de sierra, pulso. El resultado fue formado con VCF y VCA . Wolfgang Palm trascendió esta limitación al ser pionero en el concepto de síntesis de tabla de ondas, donde las formas de onda de un solo ciclo de diferentes espectros armónicos se almacenaban en ranuras de memoria adyacentes. Los cambios espectrales dinámicos se lograron escaneando las formas de onda, con la interpolación utilizada para evitar "saltos" notables entre las formas de onda adyacentes. Los esfuerzos de Palm dieron como resultado el primer sintetizador de tablas de ondas de PPG, el Wavecomputer 360 (1978), que proporciona al usuario 30 tablas de ondas diferentes que constan de 64 ondas cada una. Si bien la amplia gama de sonido es evidente, la ausencia de filtros da como resultado que Wavecomputer 360 suene zumbante y delgado, lo que obstaculizó su viabilidad comercial original. Los esfuerzos de Palm para resolver las aparentes deficiencias de Wavecomputer 360 darían como resultado la creación de la serie de sintetizadores Wave de PPG.

## Especificaciones
La serie Wave de PPG representa una evolución de su predecesora al combinar su motor de sonido digital con VCA analógicos y VCF de 24db por octava, con polifonía de 8 voces; y reemplazando su serie no tradicional de botones y sliders con un panel de control que consta de una pantalla LCD y una disposición más familiar de perillas. También se agregó a la serie Wave un secuenciador integrado que es capaz de registrar cambios de filtrado y tabla de ondas en tiempo real. En el núcleo de la unidad de procesamiento se encuentra una CPU Motorola 6809 y una variedad de circuitos integrados de soporte de las series 6500 y 6800. El soporte MIDI se agregó en 1984, a través de una tarjeta secundaria 6840/6850.
El PPG Wave se produjo en tres variantes consecutivas, cuyos paneles de control estaban todos revestidos en el distintivo azul ultramar RAL 5002:
- Wave 2 (1981–1982): 8 osciladores (uno por voz), resolución de 8 bits, rueda de modulación única, VCF CEM 3320
- Wave 2.2 (1982-1984): 16 osciladores (dos por voz), resolución de 8 bits, ruedas de modulación dual, VCF SSM 2044
- Wave 2.3 (1984-1987): 16 osciladores (dos por voz), resolución de 12 bits para muestras a través de Waveterm (solo); de lo contrario, 8 bits, ruedas de modulación dual, SSM 2044 VCF, multitímbrico de 8 partes

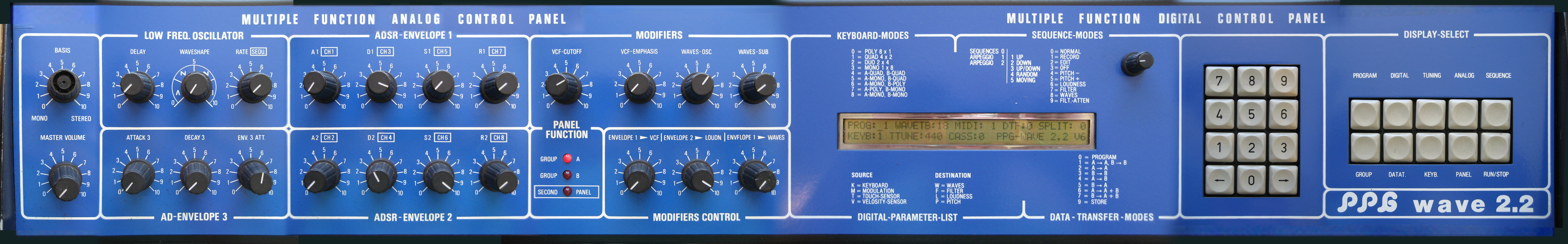
Panel frontal PPG Wave 2.2

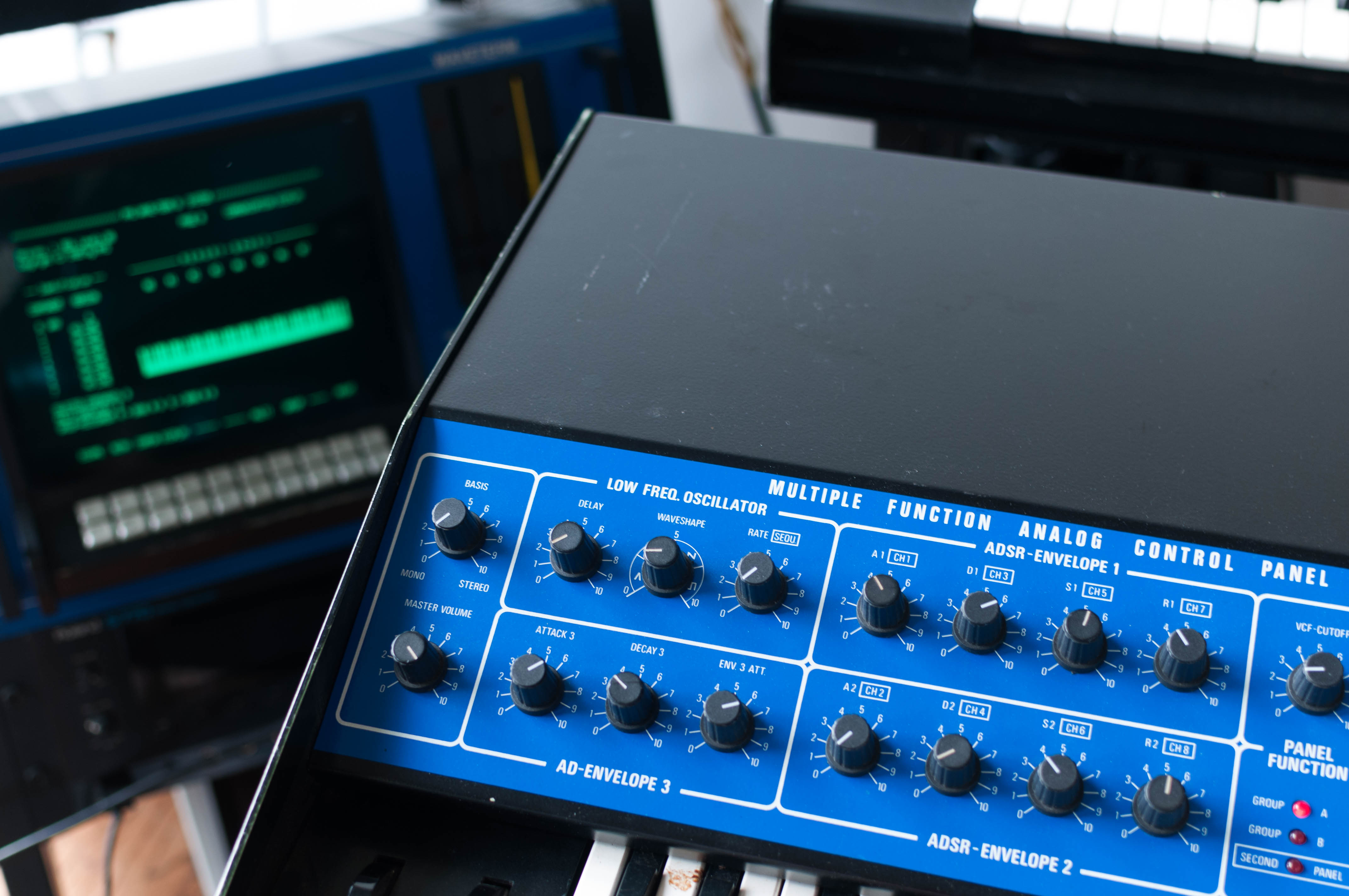

El PPG Wave se puede conectar a múltiples componentes periféricos PPG simultáneamente, a través de un bus personalizado, como un controlador de teclado "inteligente" (PRK), unidades de expansión de 8 voces (EVU) y una computadora de onda llamada Waveterm A (versión B posterior llegado) para muestreo, manipulación de audio, edición, secuenciación y creación de tablas de ondas definidas por el usuario. En conjunto, esta configuración se conoce como el "PPG Wave System", que con su secuenciador y sampling tenía la intención de competir con el Fairlight CMI que era más costoso.

## Éxito comercial
El PPG Wave se ganó rápidamente la distinción de los sintetizadores analógicos tradicionales. Los artistas notables que usaron Wave incluyeron: a-ha, Alphaville, David Bowie, Diane Arkenstone, The Fixx, Go West, Hall & Oates, Trevor Horn, Steven Halpern, Propaganda, Laza Ristovski, Jean Michel Jarre, Marillion, Journey, Level 42, Art of Noise, Michael Omartian, Saga, Rush, Depeche Mode, Gary Numan, Robert Palmer, Gary Stadler, Kitaro, Jean-Benoit Dunckel, Psychedelic Furs, Tangerine Dream, The Stranglers, Talk Talk, Tears for Fears, Michelle Tumes, Los gemelos, Steve Winwood, Stevie Nicks, Thomas Dolby, Ultravox, Wang Chung, Eurogliders, Stevie Wonder e Ilan Chester .

## Caída del mercado
La innovación de PPG en el ámbito de la tecnología de sintetizadores digitales tuvo un impacto en la industria. El precio del sintetizador PPG Wave en sus primeros años fue US$7,000 . En unos pocos años, los sintetizadores digitales, como Yamaha DX7 (1983), Korg DW-8000 (1985), Ensoniq ESQ-1 (1986) y Sequential Prophet VS (1986), se lanzarían a precios más bajos. Además, el rápido desarrollo de la tecnología de muestreo digital y las reducciones en los precios de la memoria facilitaron la aparición de una nueva generación de muestreadores independientes y fáciles de usar, como Emu Emulator II (1984), Ensoniq Mirage (1984) y Sequential Profeta 2000 (1985). La disminución de la participación de mercado de PPG y el alto costo de desarrollo de nuevos productos crearon dificultades financieras que resultaron en el cese de las operaciones de la empresa en 1987.[cita requerida]

## Enlaces externos

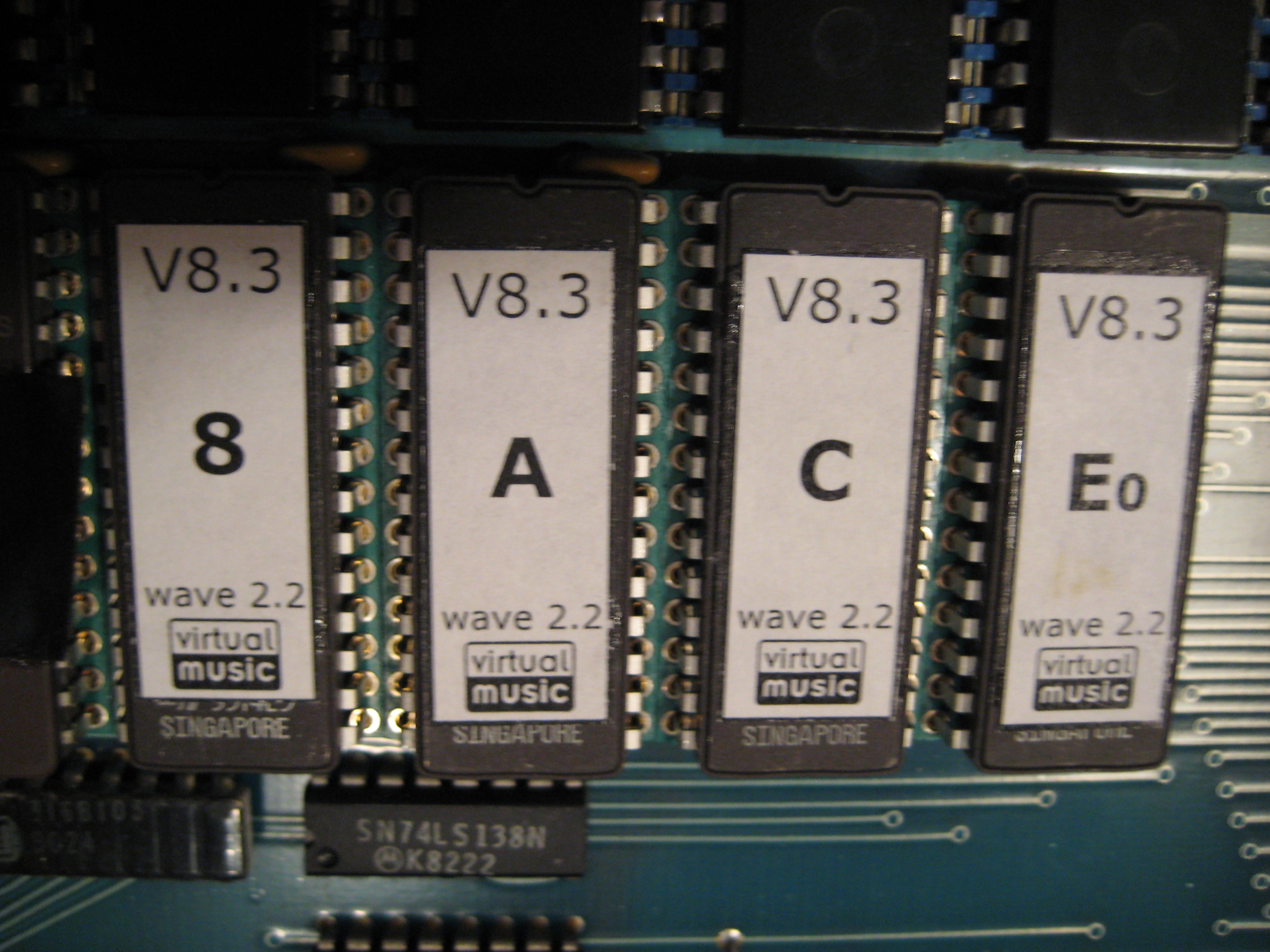
PPG Wave OS V8.3

## Otras lecturas
- «Retro: PPG Wave». Future Music (Future Publishing) (96): 108. June 2000. ISSN 0967-0378. OCLC 1032779031.